# Saint-Crépin-Ibouvillers
Saint-Crépin-Ibouvillers è un comune francese di 1 507 abitanti situato nel dipartimento dell'Oise della regione dell'Alta Francia.
Dal 1º gennaio 2015 il preesistente comune di Saint-Crépin-Ibouvillers si è fuso con il comune di Montherlant dando vita all'attuale nuovo comune.

## Società

### Evoluzione demografica
Abitanti censiti